# Giuseppe Aversa

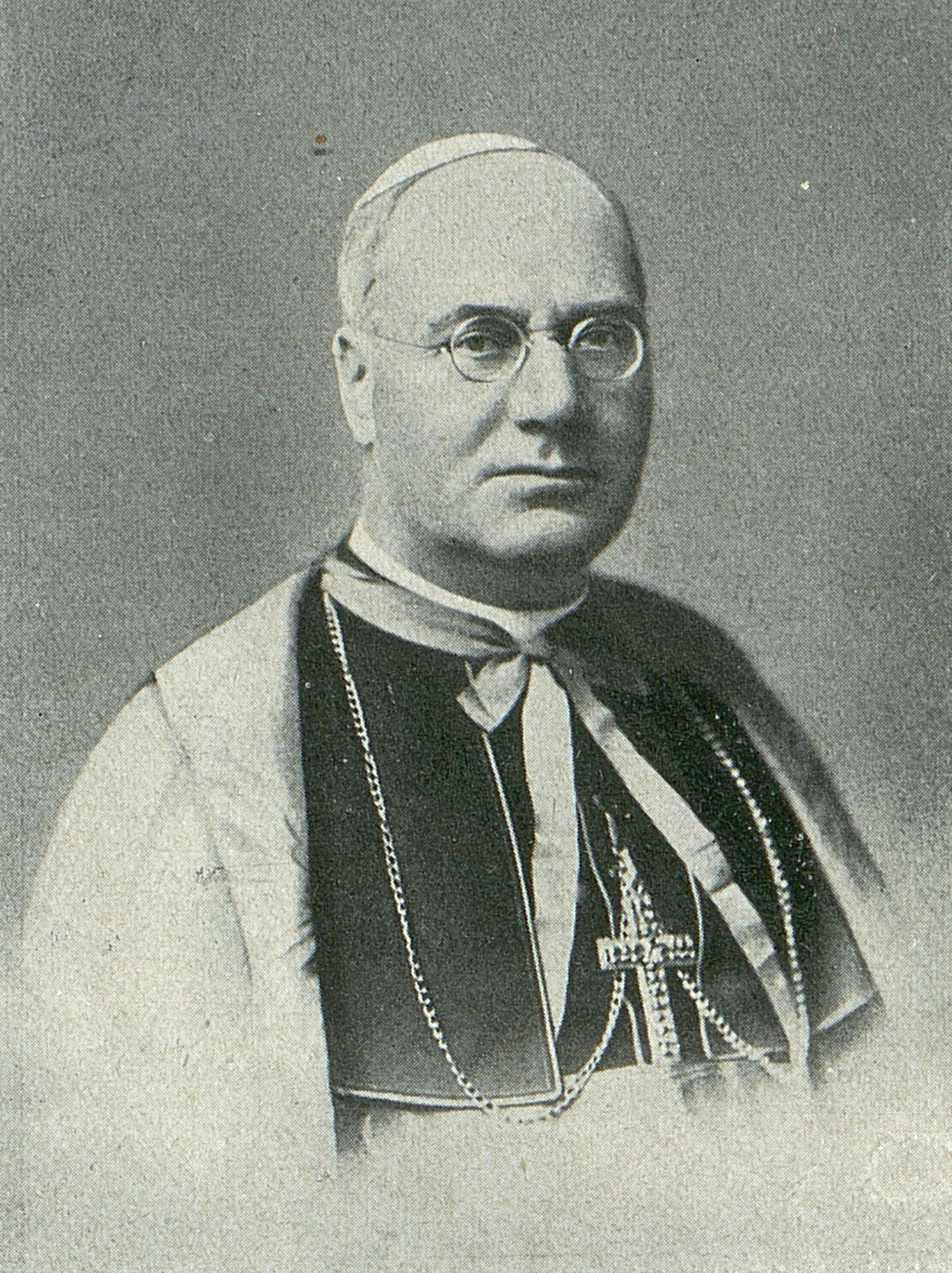
Giuseppe Aversa

Giuseppe Aversa (* 21. Januar 1862 in Neapel; † 12. April 1917 in München) war ein italienischer Priester, römisch-katholischer Erzbischof und Diplomat.

## Leben
Giuseppe Aversa wurde 1885 zum Priester geweiht, trat 1891 in das Staatssekretariat des Heiligen Stuhls ein und wurde 1895 Geheimkämmerer. Als Nuntiatur-Sekretär in Wien ab 1898 lernte er die deutsche Sprache und soll sich „allgemeine Sympathien“ erworben haben.
Am 15. Dezember 1902 wurde er Untersekretär der Kongregation für außerordentliche Angelegenheiten und 1904 Päpstlicher Hausprälat.
Papst Pius X. ernannte Aversa am 25. Mai 1906 zum Apostolischen Delegaten in Havanna und Titularerzbischof von Sardes, am 9. September 1906 spendete ihm Kardinalstaatssekretär Rafael Merry del Val die Bischofsweihe.
1907 war er bereits für die Nachfolge von Carlo Caputo als Apostolischer Nuntius in München im Gespräch, ging aber 1909 zunächst als Apostolischer Delegat nach Caracas und 1911 als Nuntius nach Rio de Janeiro.
Am 4. Dezember 1916 wurde Aversa schließlich von Papst Benedikt XV. zum Nuntius in München ernannt, wo er am 17. Januar 1917 eintraf, die Nuntiatur in der Brienner Straße 45 bezog und am 23. Januar dem bayerischen König Ludwig III. sein Akkreditierungsschreiben übergab. Bedeutend waren während seiner kurzen Amtstätigkeit vor allem die Verhandlungen mit Matthias Erzberger wegen eines Verständigungsfriedens. Am Ostersonntag musste sich der Nuntius einer Blinddarmoperation unterziehen und erlag eine Woche später, am frühen Morgen des 12. April, einer Herzinsuffizienz.
Der bayerische Gesandte Groenesteyn schrieb über Aversa: 
„Was man allgemein von dem Gefallen erzählt, das Msgr. Aversa daran fände, sozial verwöhnt zu werden, durch Einladungen, gute Diners und Zigarren, harmloses Kartenspiel und dergleichen, trifft tatsächlich zu, wenn man seinen eigenen Erzählungen Glauben schenken dürfte. Msgr. Sversa hat etwas Joviales und Zwangloses in seinem Auftreten und in seiner Konversation. - Aber nichtsdestoweniger verfolgt er alles mit Aufmerksam und scharf: er sit gewandt im Ausweichen bezw. in der Replik. Ich habe den Eindruck, das Msgr. Aversa diese Mission [nach München!] nur als Sprungbrett zu Höherem benutzen möchte. Durch gute Behandlung, auf die der etwas eitle, ehrgeizige und von sich eingenommene Monsignore offenbar Wert legt, lässt sich viel bei ihm erreichen. Vertrauen aber verdient er nicht!“
Dagegen würdigt der Nekrolog der Bayerischen Staatszeitung, dass es dem Verstorbenen „in hohem Maße verstand, den [...] Verkehr mit ihm angenehm zu gestalten. Die liebenswürdige Art seines Wesen, die Vornehmheit seiner Gesinnung, das überaus rege Interesse, das er allen Gebieten des deutschen Geisteswesens entgegenbrachte, sicherten ihm schnell die Sympathien des K. Hauses sowohl als auch weiter Kreise der Hofgesellschaft, die nun von tiefstem Bedauern darüber erfüllt sind, daß der unerbittliche Tod unerwartet einer Tätigkeit ein Ziel setzte, die für die Beziehungen Bayerns und des Reiches zum Hl. Stuhl auch weiterhin die allerersprießlichsten Erfolge verhieß.“